# Mistrzostwa Polski w kolarstwie przełajowym 1948
Mistrzostwa Polski w kolarstwie przełajowym 1948 odbyły się we Wrocławiu.

## Wyniki
- Henryk Czyż (ŁKS Łódź)[1]
- Władysław Wandor (Legia Kraków)
- Wacław Wójcik (Pocztowiec Warszawa)